# Pierre de Montaigu
Pierre de Montaigu (zm. 28 stycznia 1232) — piętnasty wielki mistrz zakonu templariuszy w l. 1219 - 1232.
Jego rodzina była mocno zaangażowana w kolejne wyprawy krzyżowe. Brat Guerin był wielkim mistrzem joannitów.
Uchodził za kompetentnego i doświadczonego dowódcę wojskowego, zdolnego administratora i polityka. W latach 1206–1212 był mistrzem Prowansji i Hiszpanii, a następnie mistrzem wszystkich zachodnich prowincji zakonu, tzw. mistrzem Zachodu. Brał udział w największej zwycięskiej bitwie rekonkwisty pod Las Navas de Tolosa. 
Przybył do Ziemi Świętej z flotą niemiecką w 1218 r. Brał czynny udział w V krucjacie, podczas której po śmierci mistrza de Chartres został wybrany na wielkiego mistrza. 